# 鹦鹉溪镇
鹦鹉溪镇，是中华人民共和国贵州省铜仁市思南县下辖的一个乡镇级行政单位。
2014年3月15日，贵州省人民政府批复同意撤销东华土家族苗族乡、鹦鹉溪镇建制，设置新的鹦鹉溪镇，镇人民政府驻鹦鹉社区，继续享受民族乡待遇。

## 行政区划
鹦鹉溪镇下辖以下地区：
鹦鹉社区、月斜溪村、阴家山村、石阶水村、大头坡村、箱子溪村、映山红村、城乐宅村、山羊桠村、马河坝村、双荣村、白盐井村、温泉村、青中村、青龙村、训家坝村、联江社区、老林村、紫黄沟村、东瓜溪村、跳溪村、紫槽村、汪家寨村、核桃坝村、洞口村、沙溪坝村、翟家坝村、大水溪村、大城坨村、炉岩村和燕子阡村。